# Rhadinella kinkelini
Rhadinella kinkelini är en ormart som beskrevs av Boettger 1898. Rhadinella kinkelini ingår i släktet Rhadinella och familjen snokar. Inga underarter finns listade i Catalogue of Life.
Denna orm förekommer med flera från varandra skilda populationer i södra Mexiko, Guatemala, El Salvador, Honduras och Nicaragua. Arten lever i bergstrakter mellan 1300 och 2100 meter över havet. Den vistas i molnskogar och i andra fuktiga skogar med tallar och ekar. Individerna är aktiva under alla dagtider. Honor lägger ägg.
För beståndet är inga hot kända. Hela populationen anses vara stabil. IUCN listar arten som livskraftig (LC).